# William Herschel
Frederick William Herschel, tysk namnform Friedrich Wilhelm Herschel, född den 15 november 1738 i Hannover, död den 25 augusti 1822 i Slough, Berkshire, var en tysk-brittisk astronom. Herschel började sin karriär inom astronomin som amatör och slutade som en av de största astronomiska observatörerna genom tiderna.

## Biografi
Herschel var till professionen musiker, verksam i Hannover. År 1757 flydde han undan en fransk invasion till England, där han fortsatte sin musikaliska bana, samtidigt som han började studera optik. På grund av sitt intresse för astronomi, började Herschel bygga teleskop, något som utvecklades till ett yrke. Herschel tillverkade sin tids största teleskop och gjorde ett stort antal astronomiska upptäckter.
Han fann planeten Uranus år 1781 och han kunde genom de för sin tid stora teleskopen se att flera diffusa himmelsobjekt egentligen bestod av stora mängder stjärnor. Vid noggranna studier av solen upptäckte han bland annat att ljusets hastighet var påverkad av tiden och att det därför som en följd av detta, innebar att det han såg i den stunden genom sitt spegelperiskop i själva verket skedde med en fördröjning med åtta minuter. Läran om ljusets hastighet började nu ta sin form.
William Herschels syster Caroline Lucretia (1750–1848) kom också att bli verksam som astronom i nära samarbete med sin bror, liksom Williams son John Herschel, som byggde det första större observatoriet i Kapprovinsen.

## Upptäckter och observationer

### Infraröd strålning
De slutsatser han drog av sina observationer var inte alltid präglade av högre vetenskaplig metod. Ibland kom slumpen till hjälp. Herschel kom att upptäcka infraröd strålning, när han lät solljus passera genom ett triangulärt prisma och råkade hålla en termometer just utanför den röda ändan av det synliga spektrumet. Termometern var till för att kontrollmäta luftens temperatur i rummet. Han blev överraskad, när den visade en högre temperatur än i den synliga delen. Ytterligare experiment ledde Herschel till slutsatsen att det måste finnas en osynlig form av ljus bortom det synliga spektrum.

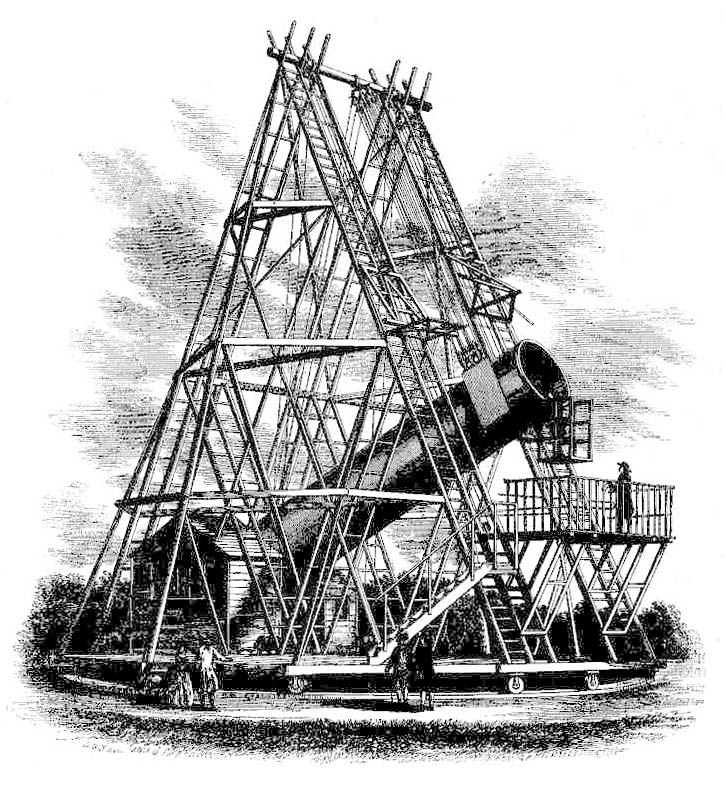
Herschels 12 meters spegelteleskop.

Herschel, 1814

### Solsystemet
Bland de upptäckter och iakttagelser, genom vilka Herschel ökade kunskapen om solsystemet, står främst upptäckten av Uranus. Vidare bör ihågkommas upptäckterna (1787) av två Uranusmånar, Titania och Oberon, samt (1789) av två Saturnus-månar, Mimas och Enceladus. Herschel lämnade även viktiga bidrag till kännedomen om planeten Mars. Fortsatta studier av Uranus fick honom redan 1797 att sluta sig till att planeten har ett ringsystem, vilket fram till dess att ringsystemet på nytt upptäcktes 1977 likväl hade betraktats som en villfarelse.

### Vintergatan
Herschel upptäckte, beskrev och katalogiserade 2 500 nebulosor och stjärngrupper (omkring 100 var kända förut). Vad angår dubbelstjärnorna, uppgår de i Herschels kataloger upptagna stjärnparen till ett antal av 846, av vilka han själv upptäckte de allra flesta, eftersom endast omkring 80 var kända förut. Genom upprepade mikrometriska bestämningar kunde han (1803) hos omkring 50 stjärnpar uppvisa en relativ rörelse, som visade ett fysiskt samband mellan komponenterna och definitivt avgjorde tvistefrågan om de fysiska dubbelstjärnornas existens.
Herschels observationer av Vintergatan ledde honom till slutsatsen att Vintergatsbandet består av oerhörda mängder enstaka stjärnor, och han föreslog också att detta system är ett av ett oändligt antal "världsöar" i rymden. Denna hypotes, som inte skulle bekräftas genom observationer och en tydlig intergalaktisk avståndsskala förrän genom Edwin Hubble och hans generation hundra år efter Herschels död, innebar en helt ny ram för synen på världsalltet. Tidigare hade filosofer, till exempel Demokritos, Epikuros och Giordano Bruno postulerat ett oändligt världsallt, men Herschel förde in det som ett i princip observerbart fysikaliskt problem.

### Klimatet
Herschel menade att det borde finnas ett samband mellan solaktiviteten och det jordiska klimatet. Eftersom direkta meteorologiska mätningar inte fanns över tillräckligt långa perioder, så förde han anteckningar över priset på vete, vilket han förmodade borde vara kausalt länkat till skörderesultatet och därmed till vädret under året. Dessa försök att bestämma sambandet föll inte väl ut av brist på tidigare solobservationer. Liknande teknik har dock senare använts med gott resultat.

### Vidlyftiga spekulationer
Trots sina otaliga viktiga vetenskapliga upptäckter hade Herschel ingen aversion mot vild spekulation. I synnerhet menade han att varje planet var bebodd, till och med Solen: han trodde att solen hade en sval, solid yta skyddad från sin heta atmosfär av ett opakt molnlager och att en ras storhövdade varelser som var anpassade till sin sällsamma miljö levde där. Han ansåg med stöd av sina beräkningar att skapelsernas huvuden måste vara ovanligt stora för att inte explodera.

## Utmärkelser

### Samtida[18]
- Copleymedaljen 1781
- Ledamot av Royal Society, 1781
- Ledamot av Kungliga sällskapet i Göttingen, 1786
- Utländsk ledamot av Institut de France, 1802
- Utländsk ledamot nummer 210[källa behövs] av Kungliga Vetenskapsakademien år 1813
- Riddare av Guelferorden, 1816
- Ordförande i Royal Astronomical Society, 1821[19]

### Postuma
- Asteroiden 2000 Herschel[20]
- Herschel, nedslagskrater på månen[21]
- Herschel, nedslagskrater på planeten Mars[22]
- Herschel, jättekratern på månen Mimas[23]